# Acelular

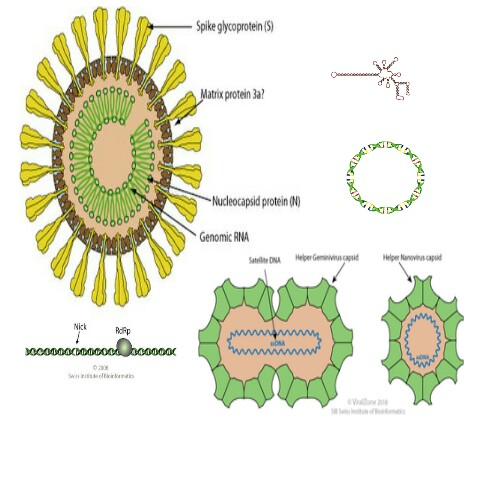
Diferentes tipos de acelulares. Virus con virion, virus sin virion, virus satélite, viroide y plásmido.

El término acelular significa literalmente "sin células" y se refiere a todas aquellas entidades genéticas o replicadores independientes capaces de replicarse y trasladarse entre diferentes células como los virus, viroides y plásmidos.  Sin embargo también se usa el término replicador para referirse a los acelulares y son descritos como sistemas genéticos y replicativos que desempeñan un papel para las células.

## Usos del término
El término se aplica principalmente a los virus y los agentes subvirales como los viroides, virus satélite y virusoides que son entidades biológicas no formadas por células, a diferencia de bacterias y arqueas, compuestas por células procariota; y de protistas, hongos, vegetales y animales, formados por células eucariotas. También se puede considerar como acelulares a los plásmidos que son comparables a los virus y agentes subvirales en comportamiento replicativo, transmisión entre huéspedes y por ser autónomos del genoma del huésped. A diferencia de los virus y agentes subvirales que son infectivos los plásmidos son endosimbiontes mutualistas que le confieren beneficios a sus células huésped como la transmisión de genes de resistencia a antibióticos. Aunque se les considere un elemento genético de sus huéspedes, no siempre suelen estar dentro de ellos. Los plásmidos están estrechamente emparentados con los virus de ADN especialmente con Monodnaviria y algunos virus satélite de ADN puesto que estos comparten una proteína única donominada Rep que permite una replicación en círculo rodante y carece de homología con proteínas celulares. 
El término acelular para referirse a la vida no celular está estrechamente relacionado con el grupo taxonómico Acytota. Los acelulares son considerados más primitivos que los organismos celulares por su sistema simple.
También se aplica el término a agrupaciones de moléculas orgánicas con características de autoensamblaje con las cuales posiblemente se habría formado la vida (abiogénesis).

## Tipos de acelulares
Los acelulares se clasifican dependiendo el tipo de material genético que porten, sin embargo presentan diversas composiciones genómicas o biomoleculares:
- Virión o virus verdadero: Compuestos por un tipo de material genético puede ser ADN o ARN, una capa proteica llamada cápside y en algunos tipos, una envoltura lipídica. Se especializan en infectar cualquier tipo de organismo como los bacteriófagos en bacterias.
- Viroide: Están compuestos únicamente por una cadena de ARN circular que no codifican proteínas y no transcriben ADN. Infectan plantas y hongos,[3] sin embargo los viroides también han demostrado poder replicarse en bacterias y algas.[4][5][6] Por otra parte, un estudio de metagenómica ha detectado muchos ARN viroides no descubiertos que infectarían hongos, procariotas (arqueas y bacterias) y eucariotas unicelulares (protozoos y algas unicelulares).[7]
  - Obelisco: son elementos genéticos móviles o agentes de tipo viroide que infectan bacterias y formarían su propio grupo apartado de los viroides verdaderos.[8]
- Virus satélite: Comparten las mismas características que los viriones o viroides, pero se diferencian de estos en que son más pequeños y necesitan un virus auxiliar (virión) para la infección. Por tanto se consideran virus dependientes de otros virus. Dentro de los virus satélite se pueden distinguir algunos subtipos:
  - Virófago: Son virus satélites de ADN que infectan a otros virus.
  - Virusoide: Son virus satélites de ARN similar a los viroides, pero que necesitan un virus auxiliar para su replicación.
- Plásmido: Están compuestos únicamente por una cadena de ADN circular y viven como endosimbiontes mutualistas dentro los procariotas y en algunos eucariotas como las levaduras. No son infectivos y no forman parte del genoma del huésped. Los plásmidos sirven como un medio de transferencia horizontal de genes entre las células que hospedan, les pueden conferir beneficios a sus células huéspedes como la transferencia de genes de resistencia a antibióticos. Aunque se les considere un elemento genético de sus huéspedes, no siempre suelen estar dentro de ellos. En las arqueas se descubrió que algunos plásmidos arqueales dependen de los virus de la familia Fuselloviridae para poder replicarse y trasladarse entre sus huéspedes, siendo un tipo novedoso de "satélite" y el primer caso de plásmidos que dependen de virus para cumplir sus requisitos.[9][10]

Actualmente se han descrito más de 15000 especies de acelulares, pero se cree que puede haber millones de especies que todavía no han sido halladas. La mayor parte de la diversidad acelular se ha descrito exclusivamente en los eucariotas, sin embargo falta por describir más acelulares en los procariotas.

## Implicación en el origen de la vida

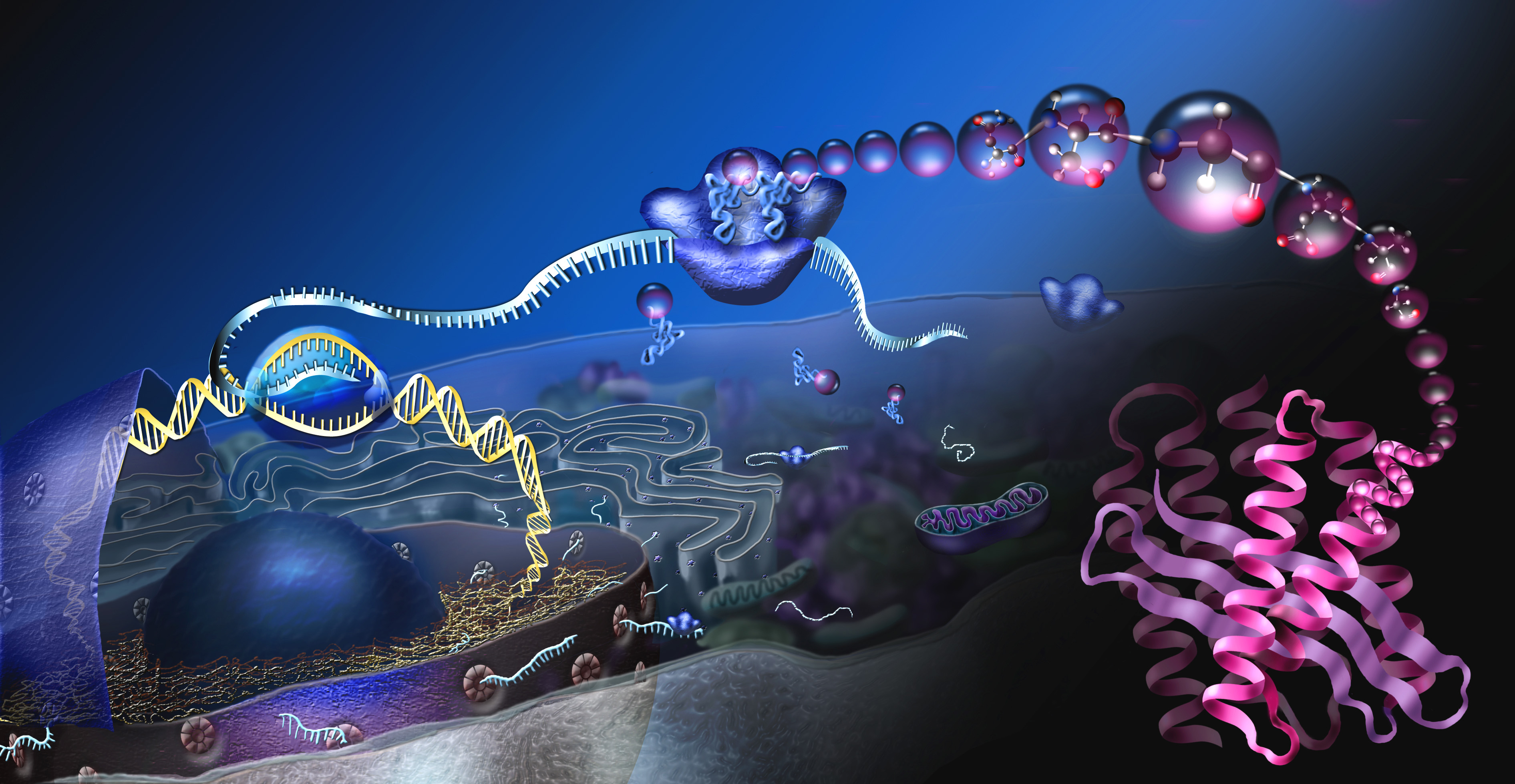
Recreación de replicones.

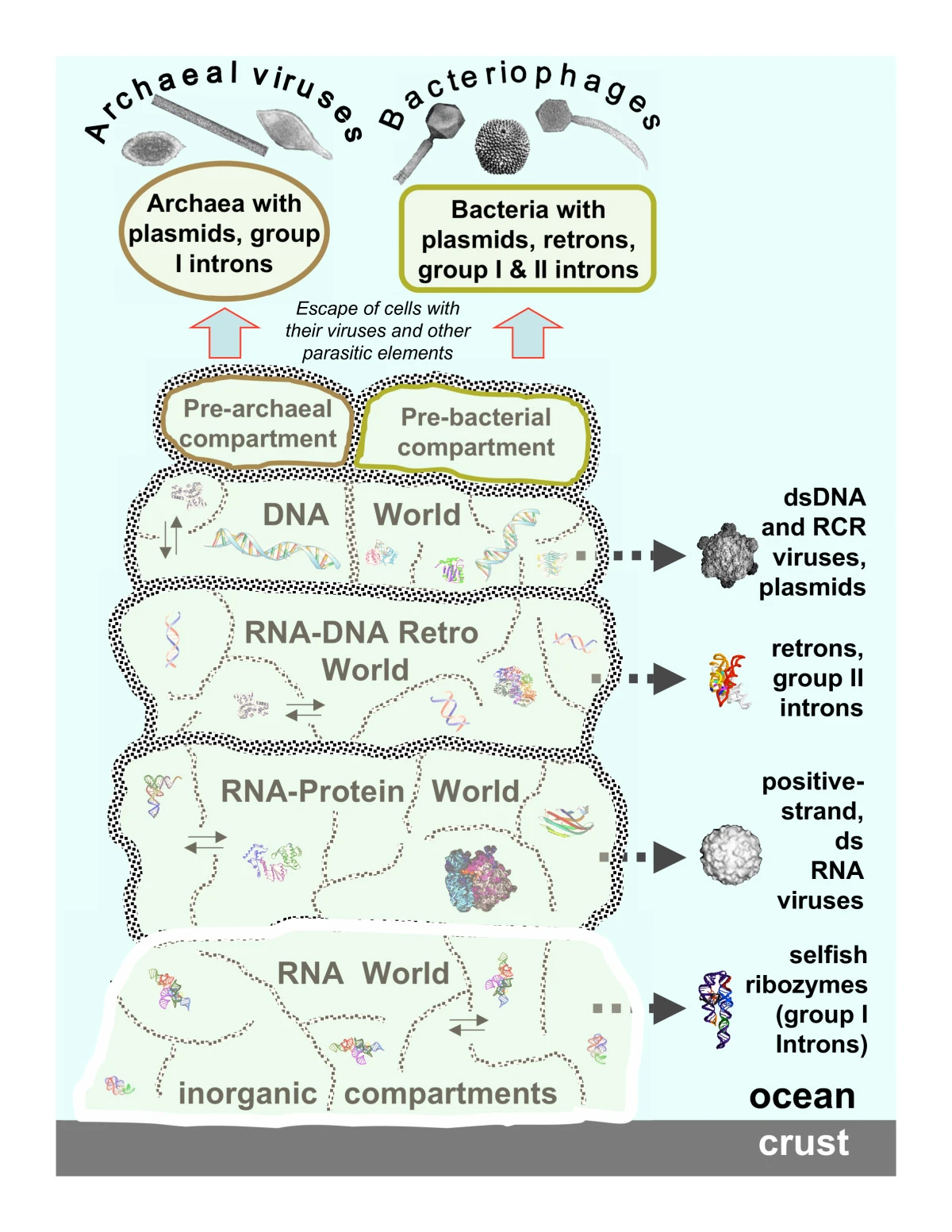
Los acelulares en las transiciones del mundo de ARN junto con algunos elementos genómicos celulares.

Los acelulares son un grupo que incluye un ancestro común, pero no a todos sus miembros,  (grupo parafilético) relacionado con el origen de la vida. Estudios del proteoma y los pliegues de las proteínas virales que son secuencias que pueden conservarse por miles de millones de años han encontrado que varias familias virales se habrían desarrollado de manera independiente antes que LUCA (último antepasado común universal) siendo las familias de virus de ARN las más antiguas de la naturaleza. Además los virus tienen un módulo de replicación y estructural ausente en las células. Otros acelulares como los viroides y virusoides además del módulo replicativo diferente, basan su replicación en el ARN (sin pasar por un extremo o secuencia de ARN, una característica ausente en las células) y poseen genes no homólogos, lo que implica que son los restos sobrevivientes de las primeras moléculas autorreplicantes de ARN correspondiente a la Hipótesis del mundo de ARN. Los virus de ARN también pueden considerarse reliquias puesto que su replicación se basa únicamente en el ARN y podrían estar relacionados con la primera codificación de proteínas. Algunos virus de ADN bicatenario (principalmente bacteriófagos) tienen uracilo en su ADN denominado ADN-U, el uracilo es considerado un nucleótido típico del ARN. Este tipo de ADN está ausente en las células, por lo que dichos virus podrían representar una reliquia de la transición del ARN al ADN. Los acelulares fueron algunos de los replicadores que caracterizaron el mundo de ARN junto con elementos genómicos celulares y dieron origen a las células al unirse con liposomas. Los virus pudieron servir como un medio transferencia horizontal entre las comunidades autorreplicativas del mundo de ARN porque sin acelulares como los virus, los replicadores no podrían sobrevivir debido al exceso de parásitos génicos siendo ciertos genes introducidos por los virus lo que favorecían a los replicadores. Esto podría estar explicando la existencia de virus en los organismos celulares.
El descubrimiento de los acelulares que son fundamentalmente diferentes de los organismos celulares (al ser entidades acelulares) tiene implicaciones en el origen de la vida ya que respalda la hipótesis de que la vida pudo haber comenzado con moléculas orgánicas de autoensamblaje. Por tanto el origen de los acelulares coincide con la formación del caldo primigenio. Los primeros acelulares fueron las moléculas autorreplicantes del mundo de ARN que son antepasados tanto de los acelulares virales como de los organismos celulares. Estos acelulares posiblemente fueron de ARN no segmentado.
La aparición de las entidades acelulares se estima en el Hádico hace 4500-4350 millones de años cuando se comenzaron a formar las primeras biomoléculas. En esta época, el flujo de calor de la Tierra era casi diez veces superior al de hoy, la actividad volcánica era muy alta, con numerosos puntos calientes, fosas tectónicas, dorsales oceánicas y lavas eruptivas muy calientes como la de komatita, inusual hoy en día. No hubo iluminidad solar y hubo el mayor volumen de gases de efecto invernadero que acidificaron los océanos por la disolución de dióxido de carbono. Más del 90% de la superficie terrestre la ocupaban los océanos y sus aguas tenían una temperatura de 100 °C. La Tierra también comenzó a ser presa del bombardeo intenso tardío de grandes meteoritos hasta hace 3200 Ma. 
Dado a su antigüedad los acelulares desde su aparición pudieron haber mediado las transiciones del mundo de ARN según algunos autores. Estas transiciones del mundo de ARN se les ha nombrado, mundo de ARN verdadero (la etapa inicial), mundo de ARN + proteínas, mundo de retrotranscripción y mundo de ADN (la etapa final). Se ha propuesto que los viroides, virusoides junto con los ribozimas e intrones del grupo I fueron los primeros replicadores de la etapa inicial del mundo de ARN debido a que no codifican proteínas y porque los viroides y virusoides tampoco transcriben ADN, estos replicadores al haberse unido con proteínas, darían paso al mundo de ARN + proteínas donde comenzaría la codificación de proteínas sin transcripción de ADN y surgirían los virus de ARN, satélites de ARN y la ARN polimerasa dependiente de ARN que codifican proteínas sin transcripción de ADN, posteriormente estos precederían a los retroelementos como los intrones del grupo II, retrones, exones, la transcriptasa inversa y elementos de ARN dependientes de ADN como los ribosomas, las ARN polimerasas dependientes de ADN, dando paso al mundo de retrotranscripción y el comienzo de la transcripción de ADN, a su vez estos elementos harían la transición del ARN al ADN pasando finalmente al mundo de ADN donde por último se originarían las ADN polimerasas, virus de ADN, satélites de ADN, los cromosomas, transposones, plásmidos, repeticiones en tándem, etc. Estos acelulares o elementos genéticos al haber estado contenidos en membranas lipídicas o protobiontes originarían a las primeras células.
 Un experimento (2015) ha demostrado que las cápsides de los virus pudieron haberse originado en el mundo de ARN y servían como un medio de transferencia horizontal entre las comunidades de replicadores de los protobiontes dado que estas comunidades no podrían sobrevivir si el número de parásitos génicos aumentaba, siendo ciertos genes los responsables de la formación de estas estructuras y los que favorecían la supervivencia de las comunidades autorreplicativas. El desplazamiento de estos genes entre los organismos celulares pudieron favorecer la aparición de nuevos virus durante la evolución. El descubrimiento de los microcompartimientos bacterianos y los nanocompartimientos de encapsulina, que son orgánulos procariotas proteicos que forman estructuras similares a las cápsides virales icosaédricas, pero sin genoma, también da la credibilidad de que los virus surgieron de un evento en el que ciertos replicones quedaron atrapados dentro las cápsides, originando los genomas y que las cápsides habrían surgido primero a través de proteínas de microcompartimiento primordiales. Según este punto de vista los primeros virus fueron icosaédricos y las otras formas geométricas habrían derivado posteriormente. Otra teoría que se ha propuesto es que los virus gigantes pudieron haber originado el núcleo de las células eucariotas al haberse incorporado el virus dentro de la célula donde en lugar de replicarse y destruir la célula huésped, permanecería dentro de la célula originando posteriormente el núcleo y dando lugar a otras innovaciones genómicas. Esta teoría es conocida como la "eucariogénesis viral".
Los acelulares son un grupo parafilético debido a que están relacionados con el origen de las células. Esta hipótesis esta respaldada por análisis proteicos que han demostrado que los acelulares más cercanos a los organismos celulares son los virus gigantes seguido de los demás virus de ADN y los virus de ARN junto con los virus retrotranscritos.
Los acelulares también son polifiléticos puesto a los repetidos orígenes que han tenido sus miembros dentro las células. Esta hipótesis viene respaldada por muchos análisis moleculares. En 2019 se propuso una hipótesis llamada "quimérica" para el origen de los virus. Esta hipótesis sostiene que los virus se originaron de distintos tipos de replicadores primordiales (protovirus) del mundo de ARN al reclutar proteínas de huéspedes primordiales para la formación de cápsides. Estos huéspedes habrían sido protobiontes, a su vez los virus también pudieron continuar reclutando proteínas de sus huéspedes celulares actuales. Los virus retienen un módulo de replicación heredado de la etapa prebiótica ya que este está ausente en las células. También las infecciones virales produjeron el desplazamiento de genes asociados con la formación de cápsides y el módulo de replicación vírico entre los organismos celulares que pudieron fomentar la aparición de nuevos virus. Los virus satélite parecen apoyar esta hipótesis ya que ellos son virus compuestos por ácidos nucleicos que no pueden replicarse sin la ayuda de un virus auxiliar y requieren la mayor parte de las enzimas del virus auxiliar para fabricar su cápside.

## Clasificación

### Taxonomía
El término taxonómico para los acelulares es Acytota y para las formas celulares se usa Cytota. Acytota y Cytota han sido situados en el taxón superior Biota como grupos hermanos. Los acelulares se clasifican dependiendo el tipo de material genético del que estén compuestos. Actualmente el Comité Internacional de Taxonomía de Virus describe 6 dominios y 10 reinos conformados por acelulares:
- Acelulares de ARN
  - Dominio Viroidia (Viroide) (propuesto)
  - Dominio Ribozyviria (Virusoide)
  - Dominio Riboviria 
    - Reino Orthornavirae (Virus ARN)
    - Reino Pararnavirae (Virus retrotranscritos)
    - Virus satélite ARN
      - Tombendovirales
      - Sarthroviridae
      - Tomosaviridae

  - Virus satélites de ARN sin clasificar:
    - Satélites de ARN bicatenario (sin nombrar)
    - Satélites de ARN monocatenario (sin nombrar)
      - Subgrupo 1
      - Subgrupo 2
- Acelulares de ADN
  - Dominio Adnaviria
  - Dominio Duplodnaviria
  - Dominio Singelaviria
  - Dominio Varidnaviria
    - Reino Bamfordvirae
    - Reino Abadenavirae

  - Dominio Monodnaviria
    - Reino Loebvirae
    - Reino Sangervirae
    - Reino Shotokuvirae
    - Reino Trapavirae

  - Dominio Telodnaviria
  - De colocación incierta
    - Dominio propuesto
      - Clavaviridae
      - Virus fusiformes 
        - Fuselloviridae
        - Halspiviridae
        - Thaspiviridae
        - Bicaudaviridae
        - Itzamnaviridae
        - Huangdiviridae
        - Eurekaviridae
        - Nipumfusiviridae

    - Ampullaviridae
    - Clavaviridae
    - Globuloviridae
    - Guttaviridae
    - Plasmaviridae
    - Spiraviridae
    - Ovaliviridae
    - Satélites de ADN monocatenario
      - Tolecusatellitidae

    - Satélites de ADN bicatenario (sin nombrar)

  - Plásmidos
- Elementos virales endógenos o "fósiles acelulares"
  - Provirus
  - Retrovirus endógenos
  - Transposones (como los polintones)
- Extintos 
  - Protobiontes †
  - Replicadores del mundo de ARN †

### Clasificación de Baltimore
Por otra parte la clasificación de Baltimore ordena a los virus en los siguientes grupos. Esta clasificación también incluye virus satélite y virusoides, pero excluye a los viroides porque sus características replicativas no se adjuntan a la clasificación:
- I: Virus ADN bicatenario
- II: Virus ADN monocatenario
- III: Virus ARN bicatenario
- IV: Virus ARN monocatenario positivo
- V: Virus ARN monocatenario negativo
- VI: Virus ARN monocatenario retrotranscrito
- VII: Virus ADN bicatenario retrotranscrito